# بين بار
بين بار (بالإنجليزية: Ben Parr)‏ هو رائد أعمال وكاتب وصحفي أمريكي، ولد في 12 فبراير 1985 في برينستون في الولايات المتحدة.

## وصلات خارجية
- الموقع الرسمي
- بين بار على موقع IMDb (الإنجليزية)